# ايلينا سوليوتيس

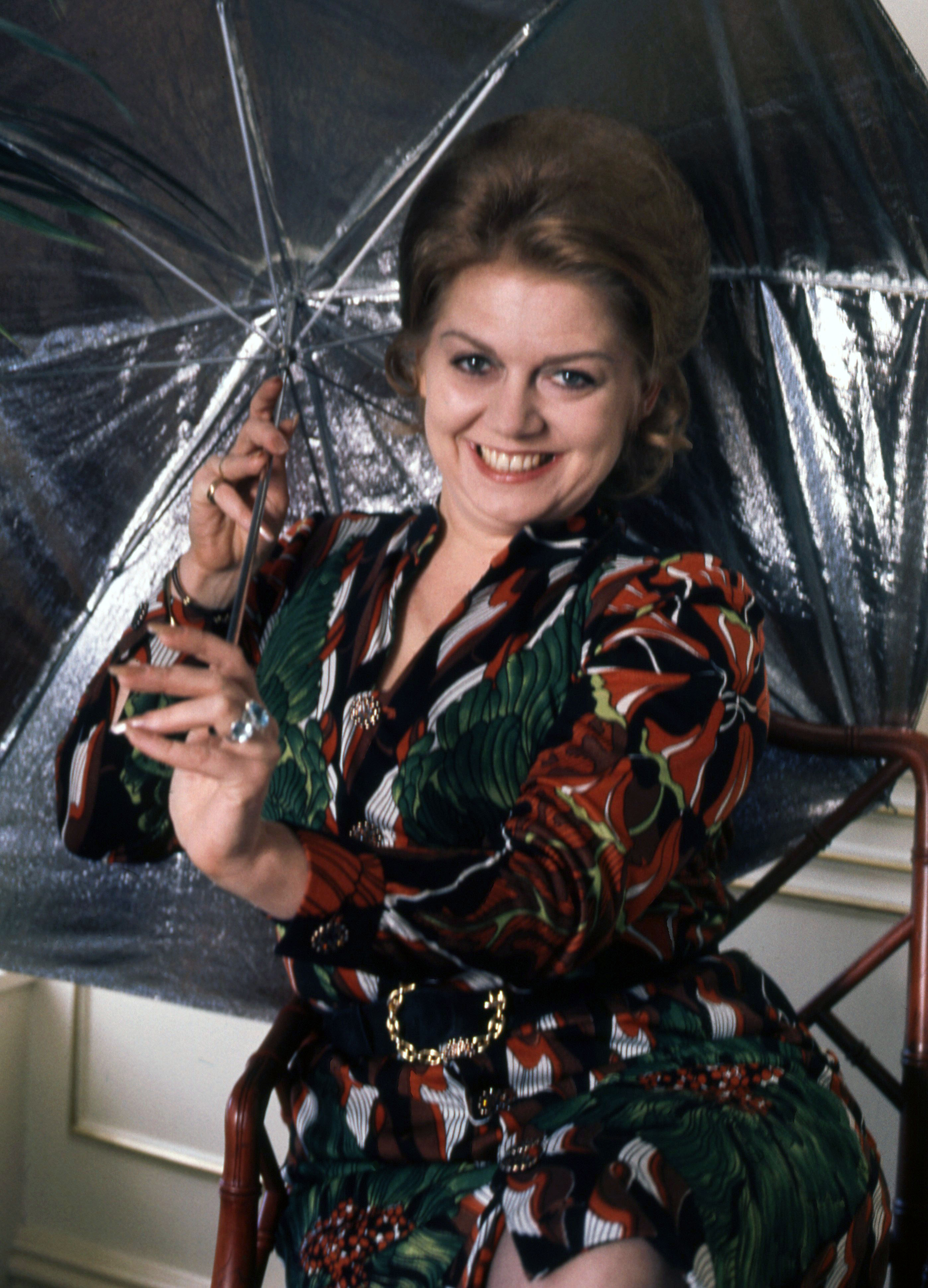
صورة لألان وارن

إيلينا سوليوتيسكانت سوبرانو أوبرالية يونانية. 

## سيرة شخصية
ولدت إيلينا سوليوتيس في أثينا باليونان لأبوين يونانيين وروس لكنها إنتقلت مع عائلتها إلى الأرجنتين في سن مبكرة.  درست مع مرسيدس لوبارتالذي قام أيضًا بتدريس ريناتا سكوتو وآنا موفو وفيورينزا كوسوتو وإيفو فينكو وألفريدو كراوس تروخيو . ظهرت لأول مرة في عام 1964 بأسم سانتوزا في فيلم Mascagni 's كافالريا روستيكانا في نابولي. لقد ظهرت لأول مرة في الولايات المتحدة في أوبرا شيكاغو الغنائية خلال موسم 1965-1966 بدور إيلينا في فيلم Mefistofele لـ Boitoوكان زملاؤها في هذا الأداء ريناتا تيبالدي وألفريدو كراوس ونيكولاي جياوروف . الأدوار الأخرى التي واصلت غنائها بعد ذلك بوقت قصير كانت لويزا ميلر وأميليا في Un ballo in maschera والدور الرئيسي لـ La Gioconda . قائمة جزئية من الأوبرا الأخرى التي غنت فيها خلال الجزء الأول من حياتها المهنية 1964-1974 تشمل عايدة لفيردي ولا فورزا ديل ديستينو آنا بولينا لدونيزيتي، مانون ليسكاوت لبوتشيني، لوريلي كاتالاني،بيليني. لاسترانييرا،فرانشيسكا دا ريميني لزاندوناي، وسوزانا فيخوفانشينا لموسورجسكي . قدمت حفلا موسيقيا في قاعة كارنيجي عام 1976 وإختفت من المشهد بعد ذلك بوقت قصير.